# Josef Kábele (odbojář)
Josef Kábele (16. listopadu 1914 Svídnice u Chrudimi – 4. prosince 1986 Praha) byl důstojníkem prvorepublikové československé armády, za protektorátu byl učitelem a zapojil se velitelsky do domácího protiněmeckého odboje v rámci ilegální vojenské organizace Obrana národa ve východních Čechách, kde jeho odbojová skupina spolupracovala s partyzánskými jednotkami a podporovala členy britských výsadků Intransitive a Calcium. Po skončení druhé světové války pokračoval do roku 1947 krátce ve vojenské kariéře v československé armádě. Na počátku 50. let 20. století byl souzen a následně vězněn komunistickým režimem. Plně rehabilitován byl v 60. letech 20. století.  

## Život

### Rodina a studia
Josef Kábele se narodil 16. listopadu 1914 v obci Svídnice u Chrudimi. Absolvoval měšťanskou školu v Kočí a svá středoškolská studia (v letech 1931 až 1935) na obchodní akademii zakončil v roce 1935 maturitou. Po maturitě nastoupil na povinnou vojenskou službu během níž byl vybrán do školy pro důstojníky jezdectva v záloze. Na vojenské akademii v Hranicích studoval mezi léty 1936 až 1937 a v hodnosti poručíka jezdectva, kterou získal 29. srpna 1937, nastoupil ve Vysokém Mýtě ke 4. eskadroně jezdeckého pluku do funkce velitele čety.

### Protektorát Čechy a Morava
Zažil mobilizaci v roce 1938 a po vyhlášení protektorátu (15. března 1939) se záhy zapojil (prostřednictvím štábního kapitána Karla Jansy) v Chrudimi do domácího protiněmeckého odboje. (Jezdecký pluk ve Vysokém Mýtě byl po německé okupaci Čech, Moravy a Slezska rozpuštěn v červenci 1939.) V rámci demobilizace prvorepublikové armády byli vojáci z povolání rozmisťováni po území protektorátu na různá civilní pracovní místa. Josef Kábele nastoupil v říjnu 1939 do funkce učitele komerčních předmětů na průmyslové škole v Jindřichově Hradci. Odtud byl ale v červnu 1940 přeložen do průmyslové školy ve Vysokém Mýtě. S vysokomýtskými odbojáři (začleněnými do odbojové sítě Obrany národa) začal Josef Kábele spolupracovat od září 1940. Skupina těchto odbojářů byla řízena z Prahy a podléhala velení majora Rosického. Kromě Kábeleho byli v této skupině:
- velitel hasičů J. Zástěra;
- sokolský funkcionář J. Svoboda;
- truhlář J. Kymr a
- poručík V. Suchánek z Brandýsa nad Orlicí.[2]

V březnu 1941 začal Kábele v odboji spolupracovat s podplukovníkem Josefem Svatoněm a majorem Sergejem Bezuglim, s nímž později organizoval silnou odbojovou skupinu. Tato skupina poskytovala potřebné zázemí parašutistickým výsadkům z Velké Británie: v roce 1942 výsadku Intransitive a v roce 1944 výsadku Calcium.
Veliteli výsadku Intransitive (vysazen 29. dubna 1942 společně se výsadkem Tin na Rožmitálsku) nadporučíku Václavu Kindlovi a četaři Bohuslavu Grabovskému poté, co parašutisté navázali kontakt s Obranou národa, zajistil Kábele a jeho skupina falešné protektorátní doklady a v době druhé heydrichiády i úkryt ve východních Čechách (ve Vysokém Mýtě).

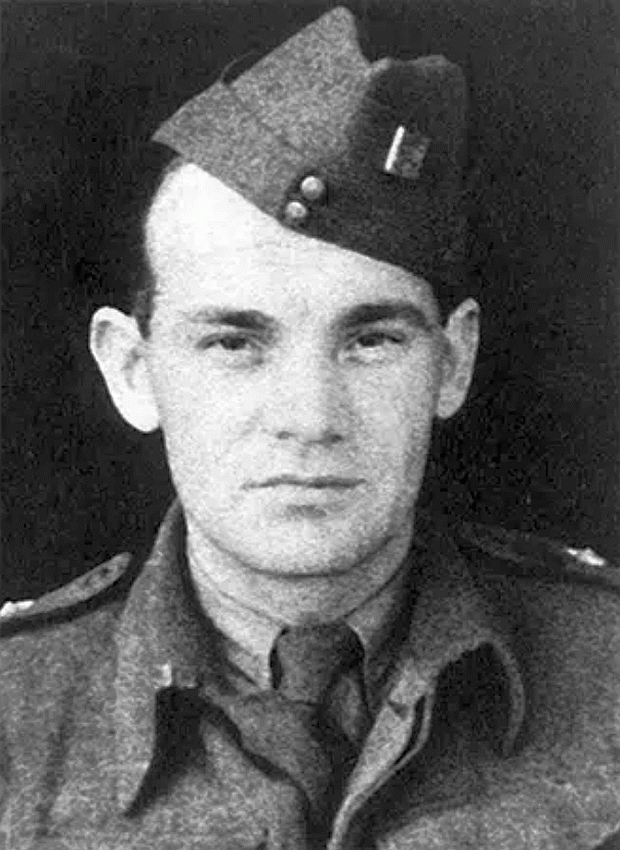
nadporučík Václav Kindl (INTRANSITIVE)
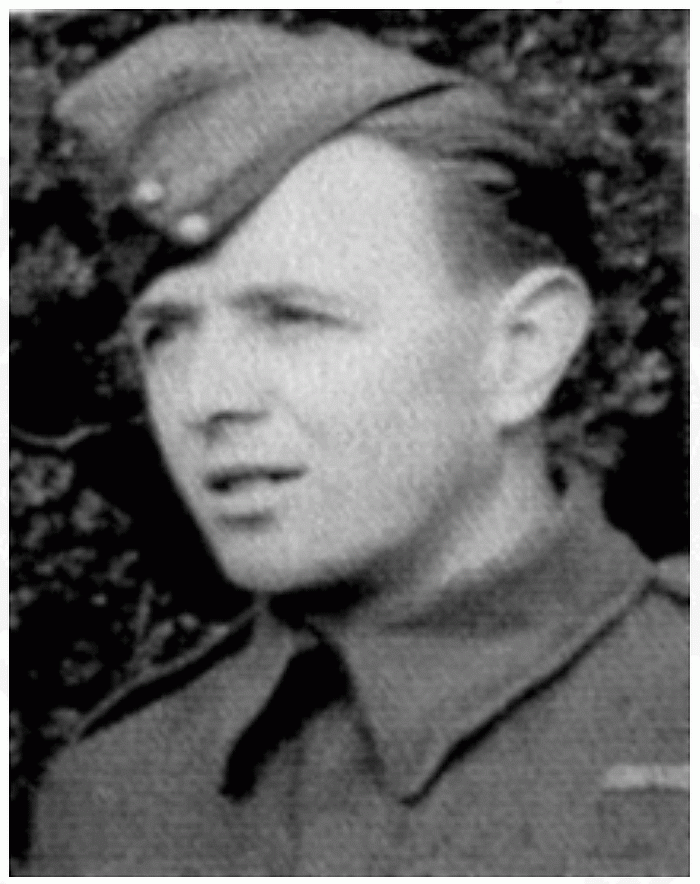
četař Bohuslav Grabovský (INTRANSITIVE)

Gestapo naplánovalo zatčení Josefa Kábeleho na podvečer 5. března 1943, ale včas varovaný odbojář již odpoledne uprchl z místa předpokládaného pobytu a ponořil se do ilegality.
Učitel Kábele působil na teritoriu celé Českomoravské vysočiny, na Chrudimsku, Vysokomýtsku, Svitavsku a v jednom období i na Podorlicku. V uvedených místech zajišťoval (spolu s podplukovníkem Svatoněm) propojování jednotlivých odbojových skupin s partyzánskými jednotkami, pomáhal organizovat záškodnické (diverzní) akce a členům parašutistických skupin obstarával nezbytné zázemí. V oblasti zpravodajské práce vykonával funkci velitele ilegálního radiokompletu „Milada“. Tato zpravodajská vysílačka sloužila jako mezičlánek. Informace, pokyny a šifry získané poslechem zahraničních rozhlasů předávala (šířila) dále směrem k jednotlivým skupinám parašutistů, partyzánů a odbojářů.
V noci ze 3. na 4. dubna 1944 byla poblíž Čejkovic vysazena (společně se skupinou Barium) i čtveřice parašutistů operace Calcium. S jejími dvěma členy (rotným Františkem Širokým a rotným Karlem Niemczykem) pak Josef Kábele bojoval společně (sám již v ilegalitě) se zbraní v ruce během ozbrojených střetů s gestapem.

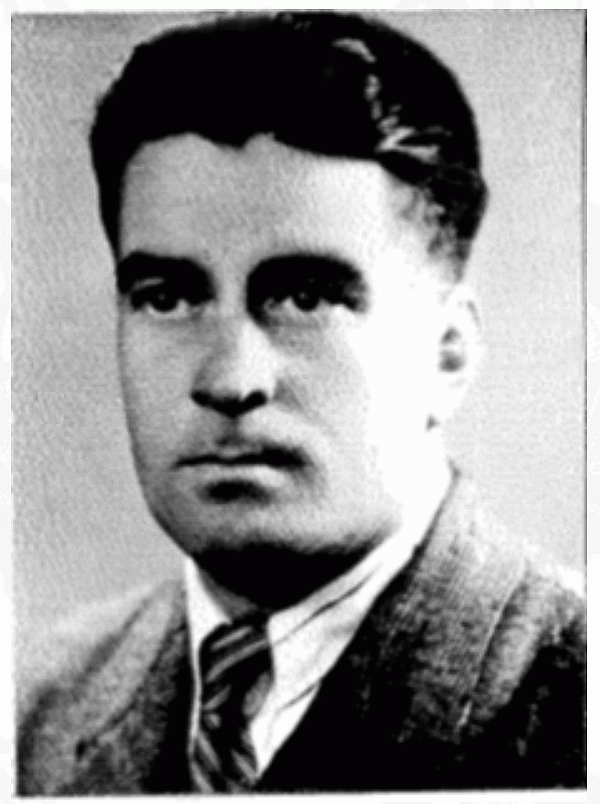
rotný František Široký (CALCIUM)
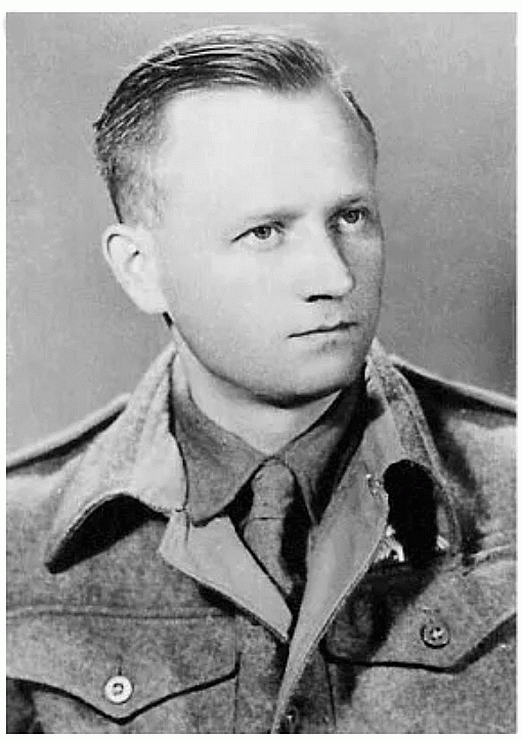
rotný Karel Niemczyk (CALCIUM)

Během přestřelky s gestapem v Pasekách u Proseče zahynuli 1. listopadu 1944 podplukovník Josef Svatoň i kapitán Eduard Soška. Po smrti obou důstojníků převzal Josef Kábele velitelské místo v jejich partyzánském oddílu a řídil jeho protiněmecké aktivity až do konce druhé světové války v květnu 1945.
Josef Kábele byl během své „odbojové kariéry“ dvakrát postřelen a vojenský tribunál v Berlíně nad ním (v jeho nepřítomnosti) vynesl rozsudek – trest smrti.

Spolupracovníci Josefa Kábeleho v domácím odboji
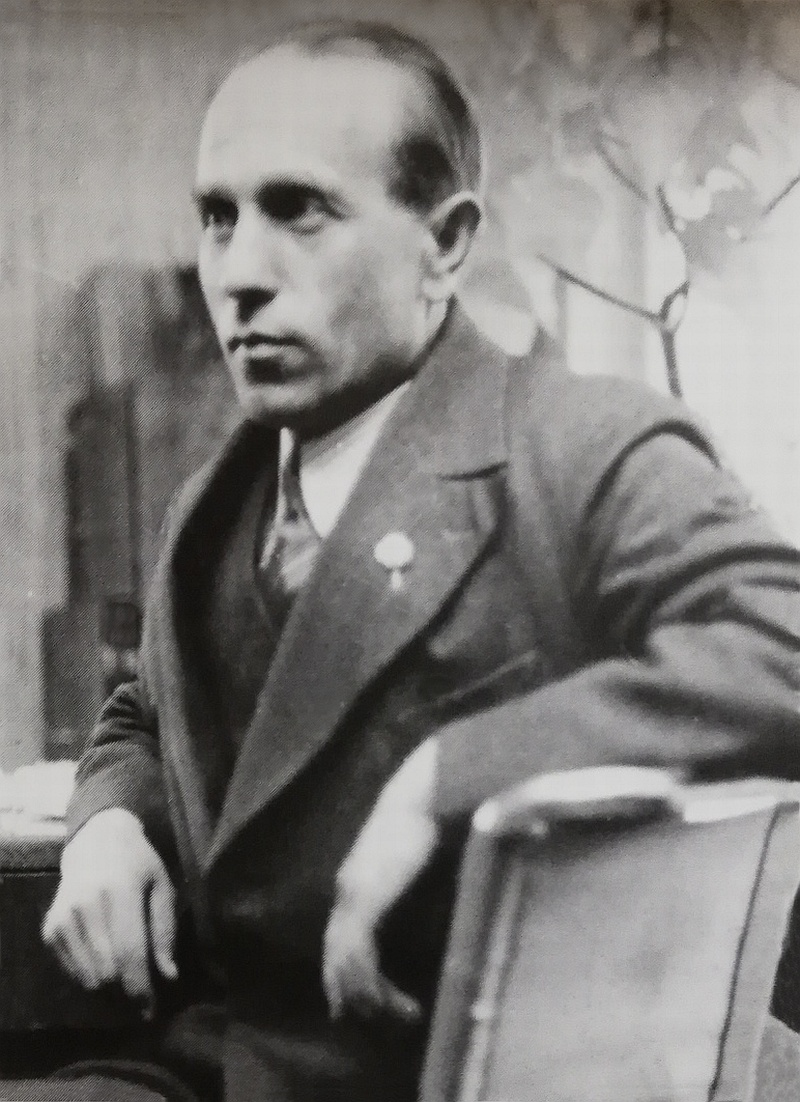
Bedřich Šilar
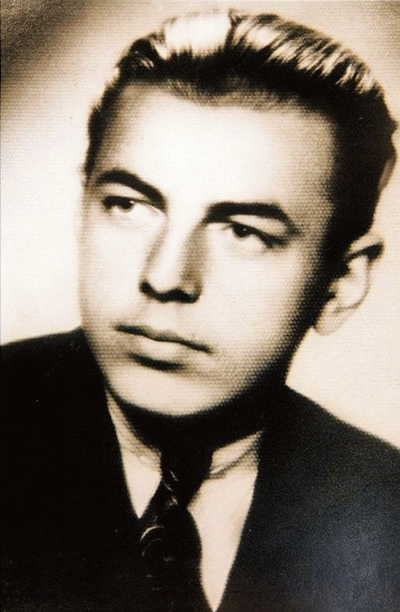
Oldřich Doleček
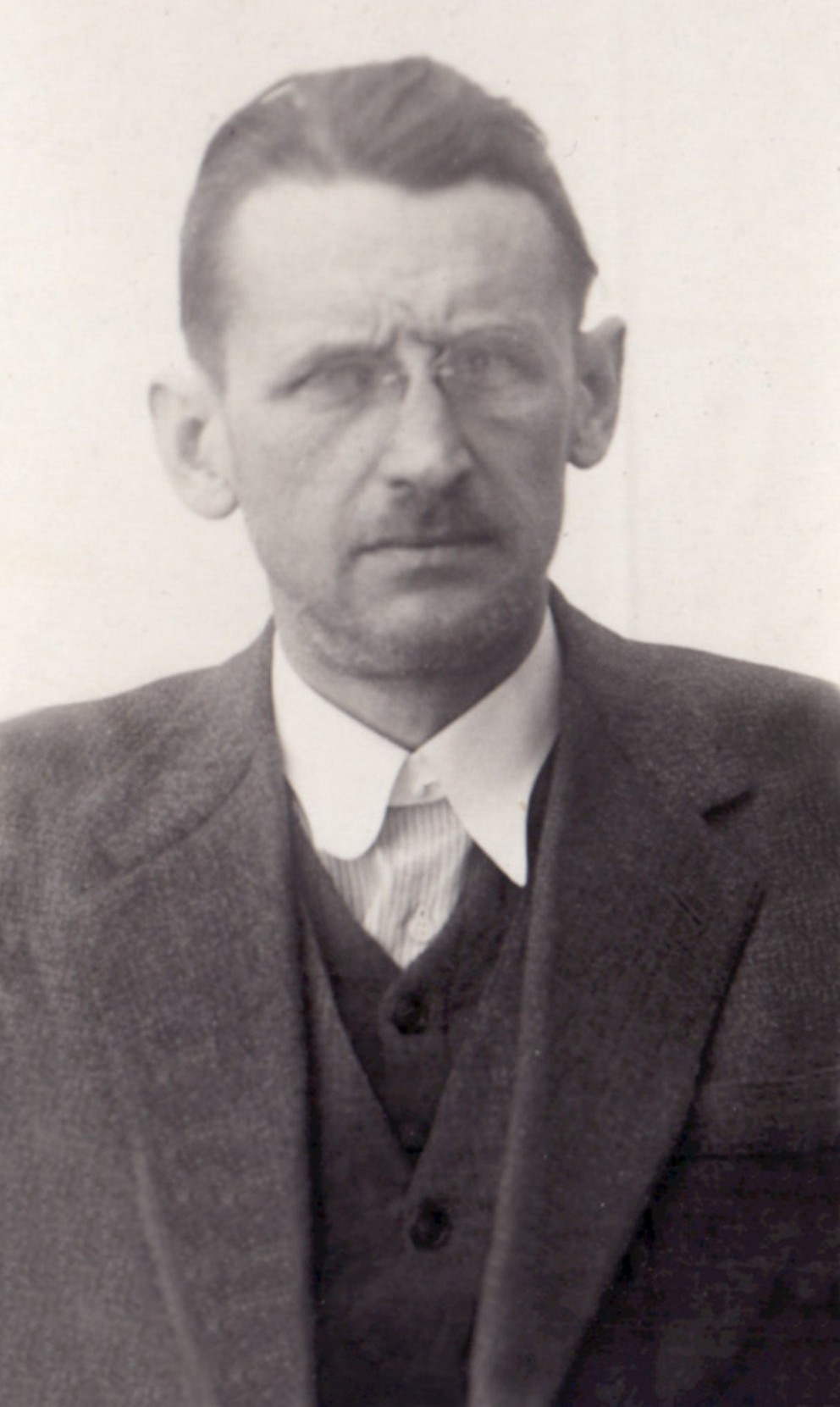
Karel Jansa
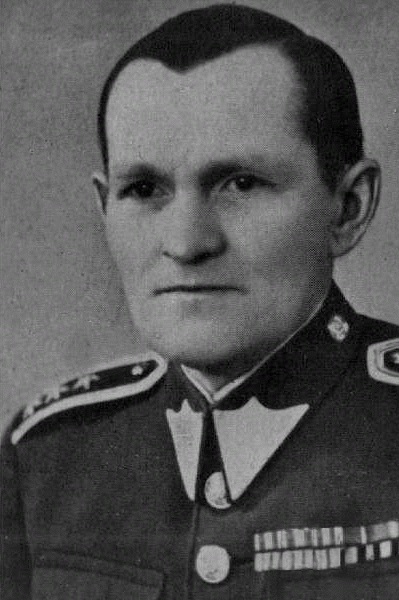
Josef Svatoň
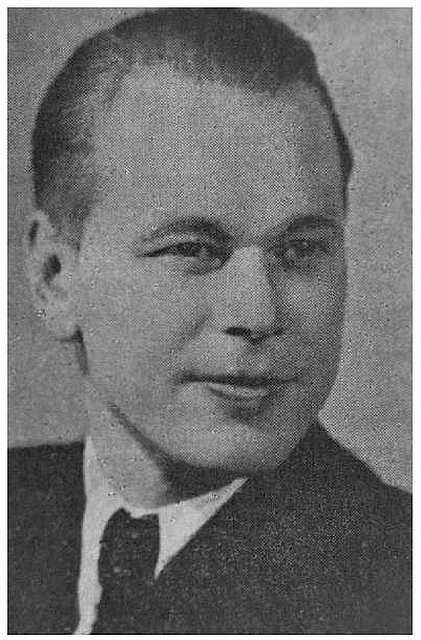
Eduard Soška

### Po druhé světové válce
Po skončení druhé světové války vstoupil Josef Kábele již v červnu 1945 do nově se formující československé armády, kde následně sloužil ve Vysokém Mýtě, v Praze, Chrudimi, Rychnově nad Kněžnou a v Kynžvartě. Za svoji odbojovou činnost za protektorátu byl vyznamenán Československým válečným křížem 1939. Byl postupně povyšován do hodností: nadporučíka, kapitána a nakonec štábního kapitána pěchoty.
Ze služby v československé armádě odešel „do civilu“ v prosinci 1947. Zůstával v kontaktu s některými svými přáteli z dob ilegality, což mu přitížilo počátkem 50. let 20. století, kdy byl (společně se svojí manželkou) zatčen a souzen v inscenovaném politickém procesu. Byl mu vyměřen trest ztráty svobody a většinu pobytu v komunistických pracovních lágrech strávil v Jáchymově. Po propuštění (psychicky a fyzicky zlomen, přesto stále vlastencem) pracoval v dělnických profesích. Plně rehabilitován byl v 60. letech 20. století. Josef Kábele zemřel po krátkém pobytu v pražské nemocnici na Veleslavíně 4. prosince 1986.

## Rodina
Do Horního Jelení zajížděl Josef Kábele ještě před druhou světovou válkou v době svého působení ve Vysokém Mýtě. Po druhé světové válce se v roce 1947 oženil s Marií Novákovou (* 1926), která z Horního Jelení pocházela. Často a pravidelně sem pak dojížděl na návštěvu za jejími rodiči. Po svém odchodu do důchodu v roce 1974 se Josef Kábele v Horním Jelení natrvalo usadil.